# 伊万里市立牧島小学校
伊万里市立牧島小学校（いまりしりつ まきしましょうがっこう）は佐賀県伊万里市瀬戸町にある市立小学校。

## 概要
歴史
1874年（明治7年）に「瀬戸小学校」として創立される。数回の改組・改称を経て、現校名になったのは1954年（昭和29年）。2019年（平成31年・令和元年）には創立145周年を迎えた。
校章
中央に校名の頭文字「牧」の字を置いている。
校歌
作詞は片岡繁男、作曲は佐々木すぐるによる。歌詞は3番まであり、各番に校名の「牧島」が登場する。
通学区域
住所表記で「伊万里市」の後に「木須西、本瀬戸、中通、早里、漁港、釘島」が続く地域。
中学校区は伊万里市立啓成中学校。

## 沿革
- 1874年（明治7年）4月[2] - 「瀬戸小学校」が開校。中通区の旧佐賀藩籾（もみ）蔵を教室とし、授業を開始する。
- 1884年（明治17年）- 瀬戸村、松島村、木須村、脇田村の4村が共同で木須村字兎山に「下等木須小学校」を設置。
  - 瀬戸小学校、山中小学校（木須村）、嶋小学校（木須村）、脇田小学校が統合され、瀬戸村に「瀬戸分校」が置かれる。
- 1886年（明治19年）- 小学校令の施行により、尋常科（4年制）を設置の上、「尋常木須小学校」（後に「木須尋常小学校」）に改称。
  - 脇田村と瀬戸村に1・2年生対象の分教場（後に「瀬戸分校」）を設置。
- 1889年（明治22年）- 町村制の施行により、瀬戸・松島・木須・脇田の4村が合併し、牧島村が発足。牧島村立の小学校となる。
- 1892年（明治25年）
  - 木須尋常小学校から瀬戸分校が分離したうえで「瀬戸尋常小学校」として独立。中通の長仙坊に校舎が完成。
  - 木須尋常小学校は脇田分校を統合したうえで、「牧島尋常小学校」に改称。
  - 伊万里町外四カ村（牧島村・大坪村・大川内村・二里村）の組合で伊万里高等小学校の運営を開始。
    - 尋常科を修了し、高等科を希望する児童は伊万里高等小学校に通うこととなる。
- 1894年（明治27年）-「牧島第二尋常小学校」に改称。
  - この時、牧島尋常小学校が「牧島第一尋常小学校」に改称。
- 1909年（明治42年）- 義務年限が4年から6年に延長される（尋常科4年・高等科4年が「尋常科6年・高等科2年」となる）。校舎を増築。
- 1914年（大正3年）
  - 3月 - 伊万里町外四ヶ村組合立伊万里高等小学校が組合を解散[3]したが、牧島村は伊万里高等小学校への委託を継続。
  - この年 - 「伊万里町外二カ村組合立伊万里公民学校」（青年訓練所充当実業補習学校）が開校[4]。
- 1920年（大正9年）- 伊万里高等小学校への委託を修了し、高等科を併置の上、「牧島第二尋常高等小学校」に改称[3]。
- 1928年（昭和3年）- 牧島村が伊万里町に編入され、「伊万里第三尋常高等小学校」と改称[5] 。
  - 伊万里尋常高等小学校が「伊万里第一尋常高等小学校」となる。
  - 牧島第一尋常高等小学校が「伊万里第二尋常高等小学校」となる[5]。
- 1932年（昭和7年）- 高等科が廃止され、「伊万里第三尋常小学校」に改称。尋常科修了者は中等学校（旧制中学校・高等女学校・実業学校等）に進学する者を除き、伊万里町外二カ村組合立伊万里公民学校に入学することになる[6][7] 。
- 1933年（昭和8年）- 伊万里第一尋常小学校と旧・伊万里第二尋常小学校が統合されたため、「伊万里第二尋常小学校」に改称。
- 1935年（昭和10年）- 青年学校令の施行により、伊万里公民学校の男子部を「伊万里高等実業青年学校」、女子部を「伊万里実践女学校」に改組。
- 1941年（昭和16年）4月 - 国民学校令の施行により、「伊万里第二国民学校」（初等科6年）と改称。
- 1943年（昭和18年）4月 - 高等科（2年制）を併置[8] 。
- 1947年（昭和22年）4月 - 学制改革（六・三制の実施）により、国民学校初等科を「伊万里町立第二小学校」に改組・改称。
  - 高等科は青年学校とともに、新制中学校「伊万里町立伊万里中学校」に改組される。
- 1950年（昭和25年）4月1日 - 「伊万里町立北部小学校」と改称。
- 1954年（昭和29年）4月 - 町村合併・市制施行により「伊万里市立牧島小学校」（現校名）と改称。
- 1991年（平成3年）4月 - 伊万里市立伊万里中学校から伊万里市立啓成中学校が分離したため、中学校区が啓成中学校に変更となる。

## 交通
最寄りの幹線道路
- 国道204号

## 周辺
- 志賀神社
- 伊万里警察署瀬戸警察官駐在所

## 参考資料
- 「伊万里市史 教育・人物編」（2003年（平成15年）3月31日発行, 伊万里市）p.338 - p.343